# Glavni grad
Glavni grad (koji se ponekad naziva i prijestolnica ili metropola) određuje se na sljedeće načine:
- Obično je glavni grad države ili političkog subjekta onaj grad u kojem je vlada.
- Obično se glavni grad navodi u zakonu.
- Obično je glavni grad središte važnih djelatnosti.
- U kraljevini, glavni grad je obično mjesto kraljevskog dvora (koji se može premještati).

Država ili politički subjekt može imati više od jednog službenog glavnog grada. Glavni grad ne mora biti sjedište vlade. Može se čak seliti, ovisno o dobu godine. 

## Primjeri
Na primjer, Južnoafrička Republika ima izvršni glavni grad (Pretoria), zakonodavni glavni grad (Cape Town) i sudski glavni grad (Bloemfontein). Do toga je došlo zbog kompromisa između različitih pokrajina koje su se ujedinile u Južnu Afriku 1910. godine.
U Čileu, državni se Kongres preselio iz glavnog grada Santiaga u grad Valparaíso.

## Promjene glavnoga grada
Neke države s vremenom su promijenile glavni grad. Primjeri za to su: Brazil (Brasília kao glavni grad umjesto Rio de Janeira, Turska (Ankara umjesto Istanbula), Nigerija (Abuja umjesto Lagosa), a u novije vrijeme Kazahstan (Astana umjesto Alma Ate) i Indonezija (Nusantara umjesto Jakarte).